# Alofoni
Alofoni, allofoni – mieszkańcy danego państwa, których językiem ojczystym nie jest język urzędowy tego kraju. 
Najczęściej tego wyrazu używa się w odniesieniu do mieszkańców Kanady mających pochodzenie inne niż brytyjskie lub francuskie, przy czym rzadko tym określeniem obejmuje się autochtonów. Należy zauważyć, że kanadyjscy alofoni często używają języka angielskiego, francuskiego (lub obu naraz) jako języka obcego. Do alofonów zaliczana jest Michaëlle Jean, była gubernator generalna Kanady, mająca korzenie haitańskie i władająca językiem haitańskim, angielskim i francuskim.